# 130088 Grantcunningham
130088 Grantcunningham este o planetă minoră (asteroid) din centura de asteroizi. A fost descoperită pe 4 decembrie 1999 la Catalina Station⁠(d) de Catalina Sky Survey. 
Obiectul prezintă o orbită caracterizată de o semiaxă mare de 2,598304794918 UAi, o excentricitate de 0,18, o înclinație de 13,1 ° în raport cu ecliptica.